# District de Gyöngyös
Pour les articles homonymes, voir Gyöngyösi.
Le district de Gyöngyös (en hongrois : Gyöngyösi járás) est un des 7 districts du comitat de Heves en Hongrie. Créé en 2013, il compte 73 460 habitants et rassemble 25 localités : 23 communes et 2 villes dont Gyöngyös, son chef-lieu.
Cette entité existait déjà auparavant, jusqu'à la réforme territoriale de 1983 qui a supprimé les districts.

## Localités
- Abasár
- Adács
- Atkár
- Detk
- Domoszló
- Gyöngyös
- Gyöngyöshalász
- Gyöngyösoroszi
- Gyöngyöspata
- Gyöngyössolymos
- Gyöngyöstarján
- Halmajugra
- Karácsond
- Kisnána
- Ludas
- Markaz
- Mátraszentimre
- Nagyfüged
- Nagyréde
- Pálosvörösmart
- Szűcsi
- Vámosgyörk
- Vécs
- Visonta
- Visznek